# Cathédrale Saint-Jacques de Bilbao
Pour les articles homonymes, voir Cathédrale Saint-Jacques.
La cathédrale Saint-Jacques de Bilbao (en basque Bilboko Done Jakue katedrala, en espagnol Catedral de Santiago de Bilbao) est une cathédrale et une basilique mineure catholique romaine, siège du diocèse de Bilbao, au Pays basque espagnol.

## Histoire
Son origine probable remonte à avant la fondation de la ville vers 1300, quand Bilbao n'était qu'un village de pêcheurs.
La cathédrale est dédiée à Saint-Jacques car elle se trouve sur un des chemins du pèlerinage de Saint-Jacques-de-Compostelle.
Elle a obtenu le titre de basilique mineure en 1819, avant de devenir la cathédrale du diocèse de Bilbao en 1950.

## Description
Architecturalement, l'actuel bâtiment est un mélange de style gothique du XVe siècle pour le cloître et la voûte principale et de style néo-gothique pour la façade et la flèche.
Il existe une coutume curieuse qui consiste en des gravures sur pierre par les marchands locaux le long des contreforts de la voûte principale.

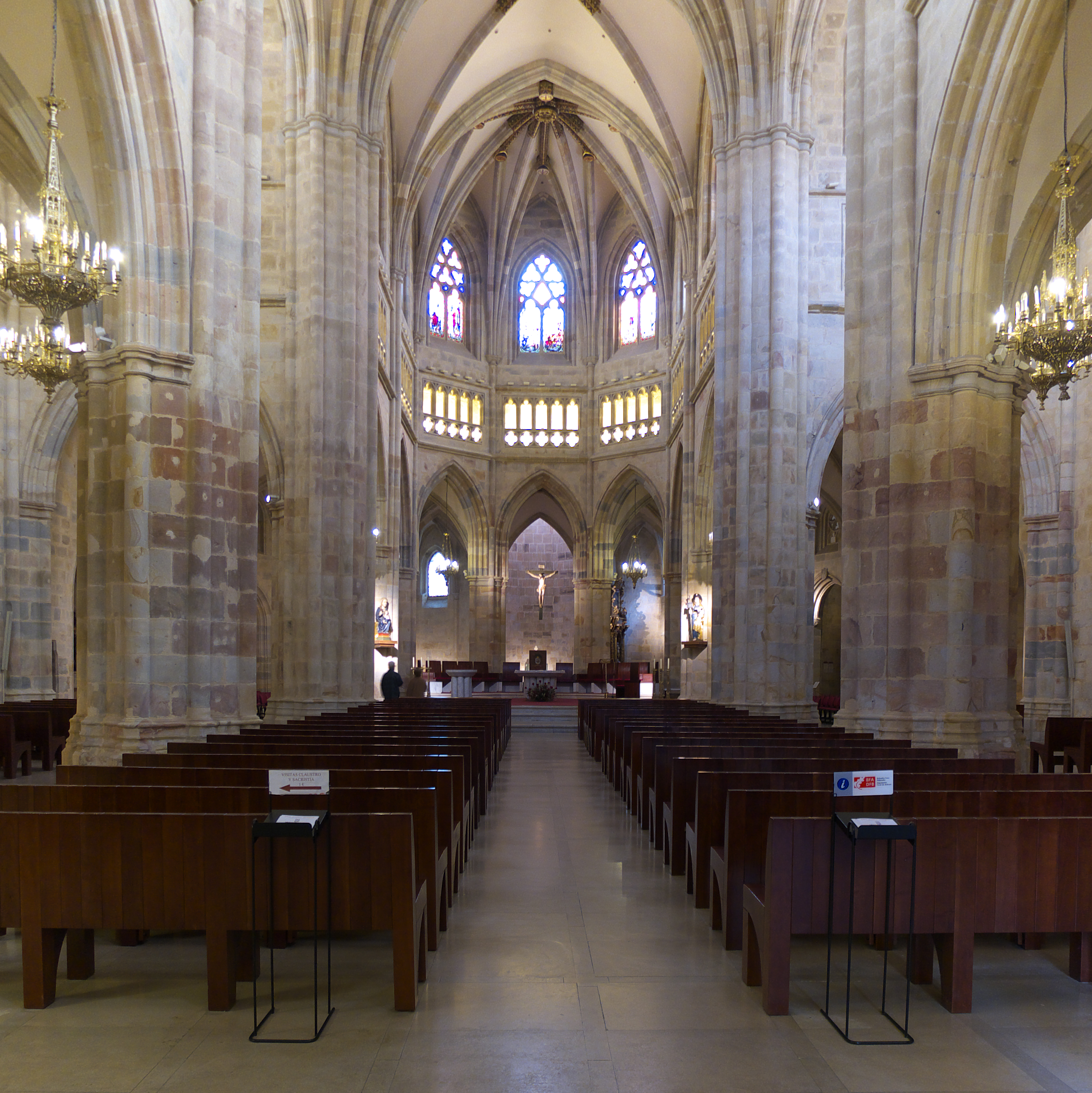
Intérieur.

## Protection
La cathédrale fait l’objet d’un classement en Espagne au titre de bien d'intérêt culturel depuis le 3 juin 1931.

## Source
- (en) Cet article est partiellement ou en totalité issu de l’article de Wikipédia en anglais intitulé « St. James' Cathedral, Bilbao » (voir la liste des auteurs).